# Stara Srbija
Stara Srbija je izraz nastao u 19. stoljeću u Srbiji za označavanje oblasti koje su nekada bile u sastavu srednjovjekovne Srbije, a izvan granica tadašnje Kneževine Srbije. Sadržaj ovog izraza se vremenom mijenjao, ali uglavnom je obuhvaćao Sandžak, Kosovo i Sjevernu Makedoniju.
Izraz Stara Srbija je uveden u srpsku historiografiju između 1870-ih i 1880-ih godina, pod utjecajem ideja Načertanija Ilije Garašanina o širenju Kneževine Srbije prema jugu, na oblasti naseljene pretežno albanskim i muslimanskim življem. Prije toga, ovaj termin se ne spominje u europskoj stručnoj literaturi, niti je zabilježen na starijim zemljopisnim kartama jugoistočne Europe. Nakon razdoblja 1860. – 1870., nacionalizam je stekao jako uporište u Srbiji. Čitava oblast Makedonije je proglašena "Starom Srbijom", i na nju su polagane pretenzije na osnovu toga što je bila u sastavu države Stefana Dušana u 14. stoljeću.
Uoči Berlinskog kongresa Srbija je uputila zahtjev ruskom caru 3. siječnja 1878., "da se u preliminare mira kao i uvjete primirja stavi neovisnost Srbije i pripajanje Srbiji Stare Srbije ili sadašnjeg Kosovskog vilajeta sa dodatkom Vidina". Stara Srbija je prema tom zahtjevu obuhvaćala: Makedoniju do Bistrice (Alijakmona), Solun i do Strume i Lom Palanke. Etnografske ideje srpskih znanstvenika su varirale u skladu s razvojem političkih pretenzija Kraljevine Srbije. Tako je Jovan Cvijić navodio drukčije granice "Stare Srbije" 1909. nego 1911. godine.
Obrazložući ratne ciljeve Srbije u balkanskom ratu 1912. godine, Cvijić oblast za koje se vezuju srpske pretenzije naziva "Stara Srbija", navodeći da u nju spadaju Novopazarski sandžak, Kosovo polje, Metohija, oblasti južno od Šar-planine i "uzan pojas Jadranske obale oko Skadra, Lješa i vjerojatno Drača".
Mnogi povjesničari kritiziraju ovaj termin kao tendenciozan, zato što označavanjem dotičnih oblasti kao „Stara Srbija“, označitelj "želi da kaže da polaže pravo na njih, da predstavljaju njegov posjed" (slično konceptu „njemačkih Istočnih oblasti“).